# Факультет мировой политики МГУ
Факультет мировой политики Московского государственного университета имени М. В. Ломоносова (ФМП МГУ) — структурное подразделение МГУ, осуществляющее образовательную, научно-исследовательскую и иную деятельность на всех уровнях высшего, довузовского, послевузовского и дополнительного образования по направлению «Международные отношения».

## История
13 августа 1943 года правительство СССР приняло решение о создании в МГУ международного факультета. Это распоряжение было реализовано в октябре 1943 года. 14 октября 1944 года Совет народных комиссаров преобразовал международный факультет в Московский государственный институт международных отношений НКИД СССР:26-27 — ныне МГИМО (У) МИД РФ. Спустя 60 лет было предложено воссоздать в МГУ факультет, специализирующийся на проблемах международных отношений. Идея получила одобрение со стороны президента России, руководства Министерства иностранных дел и других государственных органов. На основании решения Ученого совета МГУ от 17 марта 2003 года был издан приказ о создании в структуре МГУ факультета мировой политики (ФМП).
Первоначальной базой ФМП послужил учрежденный в МГУ в 1998 году Центр исследования проблем национальной безопасности России (во главе с Андреем Кокошиным). В обращении Президента Российской Федерации Владимира Путина к профессорско-преподавательскому составу, сотрудникам и студентам факультета мировой политики МГУ им. М. В. Ломоносова 1 сентября 2003 года (Пр-1621) отмечалось: «Создание факультета мировой политики в Московском государственном университете открывает новые возможности для подготовки специалистов в области международной политики и безопасности, сотрудничества с зарубежными государствами, в том числе со странами СНГ». Андрей Кокошин в интервью ТАСС назвал это событие «уникальным случаем» обращения главы государства не к вузу в целом, а к отдельному факультету.
РИА Новости писало в 2016 году, что конкурс Факультета мировой политики на бюджетные места по числу поданных заявлений у абитуриентов первой волны в рамках МГУ побил рекорд, составив 40 человек на место.
К 15-летию факультета в 2018 году было выпущено 1513 человек.
26 марта 2020 года Леонид Слуцкий назначен президентом факультета мировой политики МГУ имени М. В. Ломоносова.

## Направления подготовки
Факультет готовит специалистов по направлению «Международные отношения» для работы в российских государственных и международных организациях, неправительственных структурах, аналитических центрах, транснациональных корпорациях, научно-исследовательских институтах Российской академии наук, частных компаниях.
Структуру преподавателей факультета составляют академики и члены-корреспонденты РАН, послы РФ, военные, практические работники крупных государственных структур, иностранные специалисты. Перед студентами и аспирантами с лекциями выступают известные государственные деятели (среди них — Сергей Лавров, Рашид Нургалиев, Михаил Прохоров, Сергей Степашин и др.), а также послы иностранных государств и зарубежные политические и общественные деятели (Генри Киссинджер, основатель CNN Тед Тёрнер, Кондолиза Райс и другие).
Студенты могут пройти учебно-ознакомительную и языковую практику в международных летних школах в Великобритании, США, Китае, Австралии, Германии, Испании, Франции, Италии, а также познакомиться с работой специализированных учреждений ООН и Евросоюза (Нью-Йорк, Париж, Женева, Вена, Страсбург). В России студенты проходят практику в Центробанке, Министерстве иностранных дел, различных комитетах Государственной думы и Совета Федерации, ряде крупных государственных и частных компаний и др.
Выпускники ФМП работают в Администрации Президента РФ, МИДе, Счетной палате, Минобрнауки, Минэкономразвития, Минэнерго, Генпрокуратуре, ГК «Ростехнологии», ОАО «РЖД», ОАО «Газпром», телеканале «Russia Today» и в других крупных государственных и коммерческих структурах.

## Структура факультета
- Кафедра международной безопасности, заведующий кафедрой[2] — академик РАН, профессор Андрей Кокошин
- Кафедра международных организаций и мировых политических процессов[2], заведующий кафедрой — кандидат исторических наук, доцент Андрей Сидоров
- Кафедра региональных проблем мировой политики, заведующий кафедрой[2] — академик РАН, профессор Виталий Наумкин
- Кафедра информационного обеспечения внешней политики[2], заведующий кафедрой — кандидат технических наук, профессор Александр Музыкантский
- Кафедра международной коммуникации — доктор филологических наук, заслуженный профессор Московского университета[2] — Людмила Минаева
- Кафедра внешней политики России и стран СНГ — доктор экономических наук, профессор Михаил Кротов

## Общие сведения о факультете
На факультете работают бакалавриат (4 года) и магистратура (2 года) по направлению «Международные отношения». Студенты младших курсов изучают общие предметы: философию, экономику, историю, политическую географию, культурологию, мировые религии, правоведение, русский язык и культуру речи, психологию, социологию и т. д. Старшие курсы изучают общепрофессиональные дисциплины: политологию, историю и теорию международных отношений, основы дипломатической и консульской службы, мировую политику и современную внешнюю политику РФ, конфликтологию, стратегическое управление и др. Они дополняются изучением курсов по выбору студента (история политических учений, современные политические теории, история дипломатии, дипломатический протокол и этикет, конституционное право, международное публичное право, взятки, коррупция в гос.органах, международная экономика, связи с общественностью, информационное обеспечение внешней политики России, политика и военная стратегия, проблемы международной безопасности и военно-политического сотрудничества и т. д.)
Студентами изучаются два обязательных иностранных языка. На отделении «Запад» два языка выбираются студентами из английского, испанского, итальянского, немецкого и французского языков, на отделении «Восток» первым языком является на выбор является арабский, китайский или японский, а вторым языком является английский. Доступно получение в качестве дополнительного высшего образования диплома «Переводчика в сфере профессиональной коммуникации».
Факультет ведёт магистерские программы «Мировая политика», «Экономическая дипломатия», «Международная безопасность», «Региональные проблемы мировой политики», «Информационное обеспечение государственных интересов» (при поддержке Департамента информации и печати МИД России), «Международные стратегические коммуникации», «Космос и мировая политика».
На факультете работает Студенческий совет, Научное студенческое общество Факультета мировой политики МГУ, Дискуссионно-аналитический центр Факультета мировой политики МГУ, Модель ООН МГУ (ежегодный молодёжный форум факультета в виде ролевой игры, где каждый из участников представляет делегацию какой-либо страны в одной из секций ООН: ЮНЕСКО, МАГАТЭ и т. д.).

## Научная работа
Факультет проводит фундаментальные и прикладные исследований в области международных отношений и внешней политики Российской Федерации и других государств, фактически являясь учебно-научным центром. По наиболее значимым текущим событиям в международной жизни на факультете регулярно проводятся круглые столы и экспертные семинары. Аспирантура факультета осуществляет подготовку по специальности 23.00.04 — «Политические проблемы международных отношений, глобального и регионального развития».

## Издательская деятельность
Факультетом издаётся журнал «Вестник Московского университета. Серия 25. Международные отношения и мировая политика». Ведётся издательская деятельность по подготовке и выпуску учебных пособий, публикации монографий и других научных трудов преподавателей и сотрудников факультета. За первые 8 лет существования факультета было подготовлено и опубликовано порядка 100 монографий и учебных пособий.